# 麥克·米格諾拉
麥克·米格諾拉（英語：Mike Mignola，1960年9月16日—）是一名美國漫畫家，出生於加利福尼亚州伯克利。他最著名的作品是《地獄怪客》。該系列為黑马漫画旗下共享漫畫系列的一部分，包括《超自然調查防禦署》、《魚人亞伯》、《龍蝦強森》以及各種衍生作品。他也為黑馬創作了其他超自然和靈異主題的作品，包括《巴爾的摩》、《喬·戈勒姆》和《驚奇螺絲頭》。

## 職業生涯
麥克爾·約瑟夫·米格諾拉（Michael Joseph Mignola）於1960年9月16日出生於加利福尼亚州伯克利。自幼熱愛幽靈與怪物，並在13歲時閱讀了愛爾蘭作家布莱姆·斯托克的《德古拉》（Dracula）後，對維多利亞時代的文學與民間傳說產生了濃厚興趣。
1980年，他開始為漫畫迷同人誌《漫畫讀者》第183期投稿插畫，並於1981年首次繪製封面（第196期）。1982年，他自加州藝術學院畢業，取得插畫學士學位（BFA in Illustration），懷著「靠畫怪物維生」的夢想搬到紐約市居住（現居加州）。
1982年，米格諾拉在漫威漫畫擔任描線師，主要負責《功夫大師》，但因技術尚未成熟而工作不順，後在編輯建議下轉型為鉛筆畫家。此後，他在《漫威號角》和《納摩》上的表現廣受好評，開始接到更多工作。1983年，他參與了《夜魔俠》與《鐵拳與強力人》等作品的描線工作，後來更負責繪製《浩克》等漫畫。
1987年，米格諾拉開始為DC漫畫工作。並在1988年至1989年與編劇吉姆·史塔林合作，推出DC漫畫旗下的超級英雄跨界作品《宇宙奧德賽》，共四冊。他還為《黑暗騎士：黑暗之城》（Dark Knight, Dark City）等多部蝙蝠俠系列作品繪製封面。
至1990年代初期，米格諾拉仍持續為DC與漫威的漫畫期刊繪製封面及備用故事。

### 黑馬漫畫
1993年，米格諾拉轉投黑马漫画，並於1994年推出首部原創作品《地獄怪客》，首部故事〈地獄怪客：毀滅的種子〉由約翰·伯恩（John Byrne）擔任編劇，自此之後的《地獄怪客》系列則由米格諾拉親自負責劇本。
自2007年起，米格諾拉逐漸將繪畫工作交由鄧肯·費格雷多與理查德·柯本等人負責，自己專注於劇本與封面設計。而衍生作品《超自然調查防禦署則由約翰·阿克迪編劇、蓋伊·戴維斯繪製，米格諾拉負責封面設計。2008年的短篇《摩洛克教堂》（In the Chapel of Moloch）是米格諾拉自2005年《孤島》（The Island）以來，首次同時擔任劇本與繪畫的作品。
自2012年底開始，米格諾拉再度親自繪製《地獄怪客：地獄之旅》（Hellboy in Hell）系列，這是他為該系列創作的最後一部作品。自2015年，米格諾拉開始連載《科學怪人》，改作品改編自玛丽·雪莱的小說《科學怪人》。2020年，該系列進一步擴展，推出了雪萊小說的續集《科學怪人：未完結》。

## 風格
受到少年時期對超自然现象與神秘事物的喜好影響，米格諾拉逐漸形成了高對比、陰影濃重的獨特畫風。在1980年代末期，他確立了如今廣為人知的藝術風格，並創作了最能展現此風格的代表作《地獄怪客》。阿兰·摩尔曾評論米格諾拉的畫風為「德国表现主义與杰克·科比的結合」，而他的作品也被認為融合了傑克·柯比與亞歷克斯·托特的藝術特色。
談及其強烈的光影對比，米格諾拉表示，這是為了讓畫面在第一眼就能吸引觀眾的目光，並刻意省略不必要的細節，以提升視覺衝擊力。他曾提到，自己喜歡繪製槍套，但不擅長描繪槍械本身。
談到宗教背景對其藝術創作的影響時，米格諾拉在2014年的一次訪談中表示：「不，其實我並不真正相信任何東西，至少在意識層面上沒有。這正是其中的美妙之處。我從小接受天主教教育，學過一堆東西。我覺得宗教很迷人，但它從未限制過我。我可以隨意玩弄那些元素，而不必過於虔敬。在我筆下的地獄地理中，有一些彌爾頓式的影子，但我所描繪的地獄，更接近我在《驚奇螺絲頭》中創造的世界。基本上，它是一堆雜亂堆砌的老建築，完全是我想畫什麼就畫什麼。」

## 影視作品
米格諾拉曾參與弗朗西斯·福特·科波拉執導的1992年電影《吸血殭屍：驚情四百年》擔任插畫師，並為該片繪製改編漫畫。此外，他在華特迪士尼動畫工作室於2001年出品電影《亞特蘭提斯：失落的帝國》中擔任美術設計，並為吉勒摩·戴托羅執導的《刀鋒戰士2》繪製概念藝術。
他為《蝙蝠俠：煤氣燈下的哥譚》設計的1880年代蝙蝠俠服裝，後來也出現在電視動畫《蝙蝠俠：智勇悍將》中。
2004年，《地狱男爵》被吉勒摩·戴托羅改編為真人電影，米格諾拉本人深度參與製作過程。2008年，續集《地獄怪客2：金甲軍團上映。期間，他也參與製作了兩部《地獄男爵》動畫電影，《地獄怪客：風暴之劍》（2006年）與《地獄怪客：鐵血驚魂》（2007年），皆以DVD形式發行。此後，米格諾拉參與了重啟電影《地獄怪客：血后的崛起》的劇本創作，該片由尼爾·馬歇爾執導。米格諾拉也與克里斯多福·高登共同編寫了2024年重啟電影《地獄怪客：歪曲人的詛咒》的劇本。
2006年，短篇作品《驚奇螺絲頭》被改編為動畫，並於科幻頻道播出。2012年上映的皮克斯動畫電影《勇敢傳說》中，米格諾拉為片中的建築設計繪製了概念藝術。
2022 年，米格諾拉的職業生涯在紀錄片《麥克·米格諾拉：畫怪物》中得到重點介紹。這部電影由凱文·康拉德·漢納和吉姆·德莫納科斯執導，講述了米格諾拉創作《地獄怪客》系列的歷程，並採訪了戴托羅和尼爾·蓋曼等業內人物。

## 作品列表

### 地獄怪客系列
- 《地獄怪客》（1993–2018年）
  - 《地獄怪客：毀滅的種子（英语：Hellboy:_Seed_of_Destruction）》（1994年3月至6月，與約翰·伯恩合作）
  - 《地獄怪客：喚醒惡魔（英语：Hellboy:_Wake_the_Devil）》（1996年6月-10月）
  - 《地獄怪客：鎖鏈棺材與其他（英语：Hellboy:_The_Chained_Coffin_and_Others）》（1998年8月5日出版）
    - 《屍體》（1995年）
    - 《鐵鞋》（1996年）
    - 《幾乎巨人》（1997年）
    - 《地下聖誕》（1998年）
    - 《巴巴雅加》（1998年）

  - 《地獄怪客：末日的右手（英语：Hellboy:_The_Right_Hand_of_Doom）》（2003年1月29日出版）
    - 《頭顱》（1998年）
    - 《末日的右手》（1998年）
    - 《毀滅之手》（1998年）
    - 《吸血妖魔》（1999年）
    - 《再見，托德先生》（1999年）
    - 《薄煎餅》（1999年）
    - 《邪惡之盒》（1999年）
    - 《野獸的本質》（2000年）
    - 《佛爾德王》（2000年）

  - 《地獄怪客：征服者蠕蟲（英语：Hellboy:_Conqueror_Worm）》（2001年5月至8月）
    - 《征服者蠕蟲》（2001年）

  - 《地獄怪客：奇怪的地方（英语：Hellboy:_Strange_Places）》（2006年4月26日）
    - 《第三個願望》（2002年）
    - 《孤島》（2005年）

  - 《地獄怪客：巨魔女巫及其他（英语：Hellboy:_The_Troll_Witch_and_Others）（2007年10月3日）
    - 《卡普博士的實驗》（2003年）
    - 《佩南格蘭》（2004年）
    - 《巨魔女巫》（2004年）
    - 《食屍鬼》（2005年）
    - 《馬科瑪》（2006年，與理查德·柯本（英语：Richard_Corben）合作）
    - 《九頭蛇與獅子》（2006年）

  - 《地獄怪客：黑暗的召喚（英语：Hellboy:_Darkness_Calls）》（2007年4月至11月）
    - 《黑暗的召喚》（2007年，與鄧肯·費格雷多（英语：Duncan_Fegredo）合作）

  - 《地獄怪客：歪曲人及其他（英语：Hellboy:_The_Crooked_Man_and_Others）》（2008年7月至9月）
    - 《航向深海者》（2007年，與約書亞·戴薩特（英语：Joshua_Dysart）、傑森·肖恩·亞歷山大（英语：Jason_Shawn_Alexander）合作）
    - 《布拉格的吸血鬼》（2007年，與P. 克雷格·羅素（英语：P._Craig_Russell）合作）
    - 《鼴鼠》（2008年，與鄧肯·費格雷多合作）
    - 《歪曲人》（2008年，與理查德·柯本合作）
    - 《摩洛克教堂》（2008年）

  - 《地獄怪客：狂野的狩獵（英语：Hellboy:_The_Wild_Hunt）》（2008年12月至2009年11月）
  - 《地獄新娘》（2009年，與理查德·柯本合作）
  - 《地獄怪客在墨西哥》（2010年，與理查德·柯本合作）
  - 《地獄怪客：風暴與憤怒（英语：Hellboy:_The_Storm_and_the_Fury）》（2010年）
    - 《狂怒》（2011年，與鄧肯·費格雷多合作）

  - 《風暴》（2010年，與鄧肯·費格雷多合作）
  - 《惠特爾家族的遺產》（2010年）
  - 《邪惡雙重秀》（2010年，與理查德·柯本合作）
  - 《沉睡與死亡》（2010年，與斯科特·漢普頓（英语：Scott_Hampton）合作）
  - 《巴斯特·奧克利的願望》（2011年，與凱文·諾蘭合作）
  - 《人類本質》（2011年，與理查德·柯本合作，收錄於《B.P.R.D.：人類本質》）
  - 《活死人之家》（2011年，與理查德·柯本合作）
  - 《對戰阿茲特克木乃伊》（2011年）
  - 《午夜馬戲團》（2013年，與鄧肯·費格雷多合作）
  - 《地獄怪客的婚禮》（2013年，與米奇·麥克馬洪合作）
  - 《棺材人》（2014年，與法比奧·穆恩合作）
  - 《棺材人2：再戰》（2015年，與加布里埃爾·巴合作）
  - 《沉默之海》（2017年，與加里·賈尼（英语：Gary_Gianni）合作）
  - 《克蘭普斯之夜》（2018年，與亞當·休斯合作）[14]
- 《地獄怪客在地獄》（2012–2016年）[15]
- 《地獄怪客與超自然調查防禦署》（2014–2018年）
- 《超自然調查防禦署》（2002–2013年）
- 《超自然調查防禦署：地獄降臨》（2010–2016年）
- 《超自然調查防禦署：你所熟知的惡魔》（2017–2018年）[16]
- 《龍蝦強森（英语：Lobster Johnson）》（2007–2017年）
- 《魚人亞伯》（2008–2016年）
- 《愛德華·格雷爵士：女巫獵人》（2008–2009年）[17]
- 《科什契如何成為不死者》（2009年，與蓋·戴維斯合作）
- 《巴巴雅加的盛宴》（2009年，與蓋·戴維斯合作）
- 《錘神44》（2013年）[18]
- 《弗蘭肯斯坦：地底世界》（2015年，與本·斯坦貝克合作）[19]
- 《破碎的容器》（2016年，與斯科特·阿利、提姆·塞爾合作）
- 《黑焰崛起》（2016年，與克里斯·羅伯森、克里斯托弗·米頓合作）
- 《大暴雪》（2017年，與克里斯·羅伯森、克里斯托弗·米頓合作）
- 《平安夜》（2017年，與克里斯·羅伯森、保羅·格里斯特合作）
- 《費爾菲爾德的最後女巫》（2017年，與斯科特·阿利、塞巴斯蒂安·費烏馬拉合作）
- 《訪客：他為何而來又為何留下》（2017年，與克里斯·羅伯森、保羅·格里斯特（英语：Paul_Grist_(comics)）合作）
- 《拉斯普京：龍之聲》（2017年，與克里斯·羅伯森、克里斯托弗·米頓合作）
- 《不死的科什契》（2018年，與本·斯坦貝克合作）[20]
- 《特魯斯代爾小姐與希佩博利亞的衰落》（2024年，與傑西·洛納根、克萊姆·羅賓斯合作）[21]

### 其他漫畫
- 《火箭浣熊（英语：Rocket_Raccoon_(limited_series)）》（擔任畫師，劇本由比爾·曼特洛撰寫，阿爾·戈登負責描線，四期限量系列，漫威漫畫，1985年）
- 《驚奇冒險（英语：Amazing_Adventures）》第3期 - 短篇故事〈猴見猴死〉（劇本由史蒂夫·恩格爾哈特撰寫，選集系列，漫威漫畫，1986年10月）
- 《科倫編年史（英语：Corum_Jhaelen_Irsei#In_other_media）》第1–6期、第9期、第11–12期（擔任畫師，與麥克·巴隆及馬克·沙恩布倫合作，第一漫畫公司，1987年）
- 《幻影異客（英语：Phantom_Stranger）》（擔任畫師，劇本由保羅·庫珀伯格撰寫，P·克雷格·羅素負責描線，四期限量系列，DC漫畫，1987–1988年）
- 《氪星的世界》（擔任畫師，劇本由約翰·伯恩撰寫，瑞克·布萊恩特負責描線，四期限量系列，DC漫畫，1987–1988年）
- 《宇宙奧德賽（英语：Cosmic Odyssey (comics)）》（擔任畫師，與編劇吉姆·斯塔林及描線師卡洛斯·加爾松合作，DC漫畫，1988年，平裝本226頁，泰坦圖書出版，ISBN 1-84023-715-5，DC漫畫版 ISBN 1-56389-051-8）
- 《奇異博士／末日博士：勝利與折磨》（編劇為羅傑·斯特恩，與馬克·巴傑共同繪製，漫威漫畫，1989年）
- 蝙蝠俠系列
  - 《蝙蝠俠：煤氣燈下的哥譚（英语：Gotham by Gaslight）》（擔任鉛筆畫師，與編劇布萊恩·奧古斯汀合作，P·克雷格·羅素負責描線，DC漫畫異世界系列，單行本48頁，1989年，泰坦出版，ISBN 1-85286-265-3，DC漫畫版 ISBN 0-930289-67-6）
  - 《蝙蝠俠：黑闇騎士傳奇（英语：Batman:_Legends_of_the_Dark_Knight）》第54期〈聖域〉（擔任鉛筆畫師及故事作者，與編劇丹·拉斯普勒合作，威利·舒伯特負責文字設計，馬克·奇亞雷洛上色，DC漫畫，1993年）
  - 《蝙蝠俠：哥譚厄運（英语：Batman:_The_Doom_That_Came_to_Gotham）》（擔任編劇，三期迷你系列，DC漫畫異世界系列，2000年）
- 《金鋼狼：叢林冒險》（擔任畫師，與編劇沃爾特·西蒙森及描線師鮑勃·維亞塞克合作，單行本特別版，漫威漫畫，1990年）
- 《法夫德與灰鼠（英语：Fafhrd_and_the_Gray_Mouser）》（擔任畫師，與編劇霍華德·柴金及描線師阿爾·威廉姆森合作，四期限量系列，Epic漫畫，1990–1991年，2024年再版）
- 《泰德·麥基弗的都會》第9–11期（擔任畫師，與泰德·麥基弗合作的三部曲迷你系列《艾迪·柯倫的復活》，Epic漫畫，1991年）
- 《吸血殭屍：驚情四百年：官方電影改編漫畫》（擔任畫師，與編劇羅伊·湯瑪斯及描線師約翰·奈伯格合作，四期迷你系列，Topps漫畫，1992年）
- 《鐵狼：革命之火》（擔任畫師，與編劇霍華德·柴金、約翰·弗朗西斯·摩爾及藝術家P·克雷格·羅素合作，104頁，1992年，泰坦圖書出版，ISBN 1-56389-065-8，DC漫畫版 ISBN 1-56389-065-8）
- 《雷·布萊伯利漫畫》第4期 - 短篇故事〈城市〉（與威利·舒伯特合作文字設計，Topps漫畫選集系列，1993年）
- 《喪屍世界：蠕蟲冠軍》（擔任編劇，與帕特·麥克伊恩合作繪製，三期迷你系列，黑馬漫畫，1997年，平裝本80頁，1998年版 ISBN 1-56971-334-0，2005年版 ISBN 1-59307-407-7）
- 《珍妮·芬：末日彌賽亞》（擔任劇本，與特洛伊·尼克西及法瑞爾·達爾林普爾合作繪製，平裝本收錄《珍妮·芬》第1–2期，Oni出版社，1999年，128頁，Boom! Studios再版，2008年6月，ISBN 1-934506-14-1）
- 《驚奇螺絲頭與其他奇趣事物》（黑馬漫畫，2010年）
  - 《驚奇螺絲頭（英语：The_Amazing_Screw-On_Head）》（單期漫畫，2002年）
  - 《魔術師與蛇》（與凱蒂·米格諾拉合作，收錄於《圓滿結局》選集，2002年）
  - 《阿布·貢與豆莖》（原繪於1998年，為本合集重新繪製並擴充）
  - 《女巫與她的靈魂》（專為本合集繪製）
  - 《火星的囚徒》（專為本合集繪製）
  - 《驚奇事物的禮拜堂》（專為本合集繪製）
- 《巴爾的摩（英语：Baltimore_(comics)）》（黑馬漫畫）系列
  - 《瘟疫之船》（與克里斯多福·高登、班·斯滕貝克合作，2010年）
  - 《過客》（與克里斯多福·高登、班·斯滕貝克合作，免費漫畫日特刊，2011年）
  - 《詛咒之鐘》（2011年）
  - 《萊斯科瓦博士的解藥》（2012年）
  - 《戲劇》（2012年）
  - 《寡婦與戰車》（2013年）
  - 《審問官》（2013年）
  - 《地獄列車》（2013年）
  - 《白骨禮拜堂》（2014年）
  - 《哈爾尤的女巫》（與彼得·貝格廷合作，2014年）
  - 《狼與使徒》（2014年）
  - 《紅王教團》（2015年）
  - 《空墓》（2016年）
  - 《紅色王國》（2017年）
- 《喬·戈倫：神秘偵探》（黑馬漫畫）系列
- 《與屍共舞及未知國度的奇異故事》（黑馬漫畫，預計2025年出版）

### 小說
- 《巴爾的摩，或堅定的錫兵與吸血鬼（英语：Baltimore,_or,_The_Steadfast_Tin_Soldier_and_the_Vampire）》（2007年，與克里斯托弗·戈登合作，ISBN 0553804715）
- 《巢穴》（2010年，與克里斯托弗·戈登合作）
- 《喬·戈倫與沉沒之城》（2012年，與克里斯托弗·戈登合作，ISBN 0312644736）
- 《蓋塔諾神父的木偶教理問答》（2012年，與克里斯托弗·戈登合作，ISBN 0312644744）
- 《冷酷死神與被電刑的罪犯比爾》（2017年，與托馬斯·E·斯涅戈斯基合作，ISBN 1250077680）

## 獎項
1995年
- 艾斯納獎「最佳作家/藝術家」，作品：《地獄怪客：毀滅的種子》
- 艾斯納獎「最佳圖像小說（再版）」，作品：《地獄怪客：毀滅的種子》
- 哈维奖「最佳藝術家」
- 唐·湯普森獎（英语：Don_Thompson_Awards）「最佳墨線成就獎」

1996年
- 哈維獎「最佳藝術家」
- 哈維獎「最佳再版圖像小說」，作品：《地獄怪客：聖奧古斯丁的狼群》

1997年
- 艾斯納獎「最佳作家/藝術家」，作品：《地獄怪客：喚醒惡魔》

1998年
- 艾斯納獎「最佳作家/藝術家」，作品：《地獄怪客：幾乎是巨人》、《地獄怪客聖誕特刊》與《小地獄怪客萬聖節特刊》

2000年
- 哈維獎「最佳藝術家」，作品：《地獄怪客：邪惡之盒》

2002年
- 艾斯納獎「最佳有限系列」，作品：《地獄怪客：征服者蠕蟲》

2003年
- 艾斯納獎「最佳幽默出版物」，作品：《奇妙螺絲頭》
- 艾斯納獎「最佳短篇故事」，作品〈魔術師與蛇〉

2004年
- 鷹獎（英语：Eagle_Awards）「最受喜愛的漫畫作家/藝術家」
- 艾斯納獎「最佳與漫畫相關書籍」，作品：《地獄怪客藝術集》

獲頒「墨水瓶獎」（Inkpot Award）
2006年
- 鷹獎「最受喜愛的漫畫作家/藝術家」

2007年
- 鷹獎「榮譽名人榜」
- 鷹獎「最受喜愛的彩色美國漫畫」，作品：《地獄怪客：黑暗的召喚》

2008年
- 哈維獎「最佳封面藝術家」
- 鷹獎「最受喜愛的彩色美國漫畫」
- 入選鷹獎「榮譽名人榜」
- 榮多·哈頓經典恐怖獎「最佳恐怖漫畫」，作品：《地獄怪客：摩洛克教堂》

2009年
- 艾斯納獎「最佳有限系列」，作品：《地獄怪客：歪曲人》
- 艾斯納獎「最佳圖像小說（再版）」，作品：《地獄怪客典藏版》第 1、2 卷
- 艾斯納獎「最佳出版設計」，作品：《地獄怪客典藏版》第 1、2 卷
- 墨線獎（英语：Inkwell_Awards）「全方位獎」

2010年
- 哈維獎「最佳封面藝術家」，作品：《地獄怪客：地獄新娘》

2011年
- 鷹獎「最受喜愛的作家/藝術家」
- 鷹獎「最受喜愛的藝術家（墨線類）」
- 艾斯納獎「最佳單期漫畫（或單篇故事）」，作品：《地獄怪客：邪惡雙重秀》

2019年
- 入選哈維獎「名人堂」

## 外部連結
- Mike Mignola在互联网电影资料库（IMDb）上的資料（英文）
- 漫画书数据库：Mike Mignola
- The Art of Mike Mignola
- Review of Chaykin and Mignola's Fafhrd and the Gray Mouser adaptation at The Daily Cross Hatch, from May 17, 2007
- Fulcher, Robb. "Hellboy creator Mike Mignola of Manhattan Beach appears amidst climatic (sic) battle!" 的存檔，存档日期March 15, 2013，. Easy Reader. August 3, 2011

### 採訪
- Mignola on Hellboy's Extended Universe, Comic Book Resources, March 3, 2008
- NYCC: Hellboy Dominates 2008, Comic Book Resources, April 19, 2008
- InnerViews: Hellboy, a Monster Success—Mike Mignola Interview, 半球雜誌（英语：Hemispheres (magazine)）, June 2008
- Mike Mignola Talks About 15 Years of Hellboy, B.P.R.D. & More, TFAW.com, October 12, 2009
- Mignola Interview Collection